# Søren Larsen
Søren Larsen (ur. 6 września 1981 w Køge) – duński piłkarz występujący na pozycji napastnika.

## Kariera klubowa
Pierwsze kroki w futbolu Larsen stawiał w wieku 5 lat w Køge BK, gdzie grał do 2001, kiedy to przeniósł się do jednego z najsilniejszych klubów w kraju, mianowicie do Brøndby IF. W zespole z Kopenhagi nie pograł za dużo – od 2001 do 2004 rozegrał tylko 1 mecz, z tym że sezon 2003/2004 spędził na wypożyczeniu w BK Frem. Tu radził sobie całkiem przyzwoicie, więc zamiast wracać do Brøndby, gdzie raczej nie miałby szans na walkę o miejsce w podstawowym składzie, przeniósł się do czołowej drużyny szwedzkiej, Djurgårdens IF. W Sztokholmie radził sobie nadspodziewanie dobrze – w 13 meczach strzelił 10 bramek i po sezonie przeniósł się do FC Schalke 04, z którym w sezonie 2006/2007 zdobył wicemistrzostwo Niemiec. Latem 2008 Larsen przeszedł do francuskiego Toulouse FC za 3 miliony euro.

## Kariera reprezentacyjna
W reprezentacji Danii Larsen debiutował 2 czerwca 2005 roku w wygranym 1-0 towarzyskim meczu z Finlandią. Pierwszą bramkę dla kadry narodowej Larsen zdobył w spotkaniu eliminacyjnym do Mistrzostw Świata 2006 z Albanii, strzelając gola na 1-0, a chwilę potem na 2-0. 5 goli strzelonych przez Larsena w eliminacjach nie zapewniły Danii awansu na mundial, ponieważ Duńczycy zajęli dopiero 3. pozycję w swojej grupie.

## Sukcesy
- Mistrzostwo Danii: 2002
- Puchar Szwecji: 2004
- Mistrzostwo Szwecji: 2005
- Wicemistrzostwo Niemiec: 2007